# Accelerazione massima
Accelerazione massima (Sky Lift) è un racconto breve di fantascienza del 1953 scritto da Robert A. Heinlein.

## Storia editoriale
È stato pubblicato per la prima volta nel numero del novembre 1953 della rivista Imagination, in seguito è stato incluso nell'antologia personale The Menace From Earth del 1959.
La prima traduzione in italiano di Tom Arno, intitolata Accelerazione massima, è stata pubblicata nel 1955 nel n. 36 anno IV di Visto; la traduzione di Hilia Brinis è stata pubblicata nel 1963 in appendice al numero 306 di Urania, con il titolo Accelerazione "3 g." e poi di nuovo nel 1967, questa volta con il titolo Un uomo in meno nel volume n. 14 della collana Gamma, poi raccolto insieme ai n. 13 e 12 nel volume n. 2 della collana Il libro di Gamma, entrambi intitolati Odissea nello spazio.

## Trama
Una piccola comunità scientifica su Plutone ha bisogno di una banca del sangue per debellare una devastante epidemia che l'ha colpita.
Una nave torcia viene inviata dall'orbita terrestre e per arrivare in tempo, viaggia costantemente ad un'accelerazione pari a tre gravità e mezzo per più di nove giorni, sottoponendo i due uomini dell'equipaggio ad un terribile stress fisico che causa la morte del comandante e riduce il pilota "torciere" Appleby ad un idiota invalido, ciononostante egli riesce a portare a termine la missione salvando duecentosettanta persone.

## Critica
Secondo Alexei Panshin, il racconto è reso suggestivo dalla concretezza e immediatezza del dramma.

### Edizioni
- Robert A. Heinlein, Un uomo in meno, in Odissea nello spazio (antologia), collana Gamma, traduzione di Hilia Brinis, anno terzo, n. 14, Milano, Edizioni dello Scorpione, gennaio 1967,  pp. 103-123.

### Fonti critiche
- (EN) James Daniel Gifford, The New Heinlein Opus List, in Robert A. Heinlein: A Reader's Companion (PDF), Nitrosyncretic Press, 2000, ISBN 978-0-9679874-1-5. URL consultato il 12 ottobre 2015.

- (EN) Alexei Panshin, III . THE PERIOD OF SUCCESS - 8. 1953, in Heinlein in dimension, Chicago, Advent Publishers Inc, aprile 1968. URL consultato il 30 dicembre 2015.